# Santa-Lucia-di-Mercurio
Santa-Lucia-di-Mercoriu é uma comuna francesa na região administrativa de Córsega, no departamento da Alta Córsega. Estende-se por uma área de 23,79 km². 